# Fazenda da Reforma
A Fazenda da Reforma é uma fazenda cafeeira do século XIX, localizada no município brasileiro de Paraíba do Sul.

## História
Pertenceu ao capitão Simão Dias dos Reis, oriundo província de Minas e aparentado do Tiradentes. Consta que tinha um bom relacionamento com seus escravos e em 1883, libertou 63 escravos, desistindo também do serviço de 33 ingênuos(crianças livres nascidas de mães escravas após a Lei do Ventre Livre).
A Fazenda da Reforma possuía cem alqueires de terras aos quais pertenciam os sítios Grota Funda e Santa Cruz. Na década de 1920, a Fazenda da Reforma, pertencia a Manuel Cerneira Quintas.
Não existem mais as edificações que faziam parte da unidade de produção dos tempos do cultivo do café, somente permaneceu a casa sede que mesmo assim sofreu várias modificações.

## Casa Sede - Arquitetura
A planta da casa-sede é similar às construções rurais que compunham as antigas unidades produtivas de café no século XIX. Possui um único pavimento e duas entradas, uma na fachada frontal e outra na lateral esquerda, ambas com pequenas escadas em cantaria, cujos lances abrem-se em formato de leque.
As paredes originais eram de pau a pique, porém foram substituídas por material contemporâneo, permanecendo original somente as portas, janelas e o forro.
Possui cinco quartos, sala de estar, de jogos, cozinha, quatro banheiros além da varanda de entrada. Diferentemente das outras casas sedes, a capela está situada fora da casa.